# 부세
부세(Larimichthys crocea)는 민어과 조기속의 물고기다. 참조기보다 값이 쌌지만 지금은 값이 더 비싸다.